# San Blas Bay

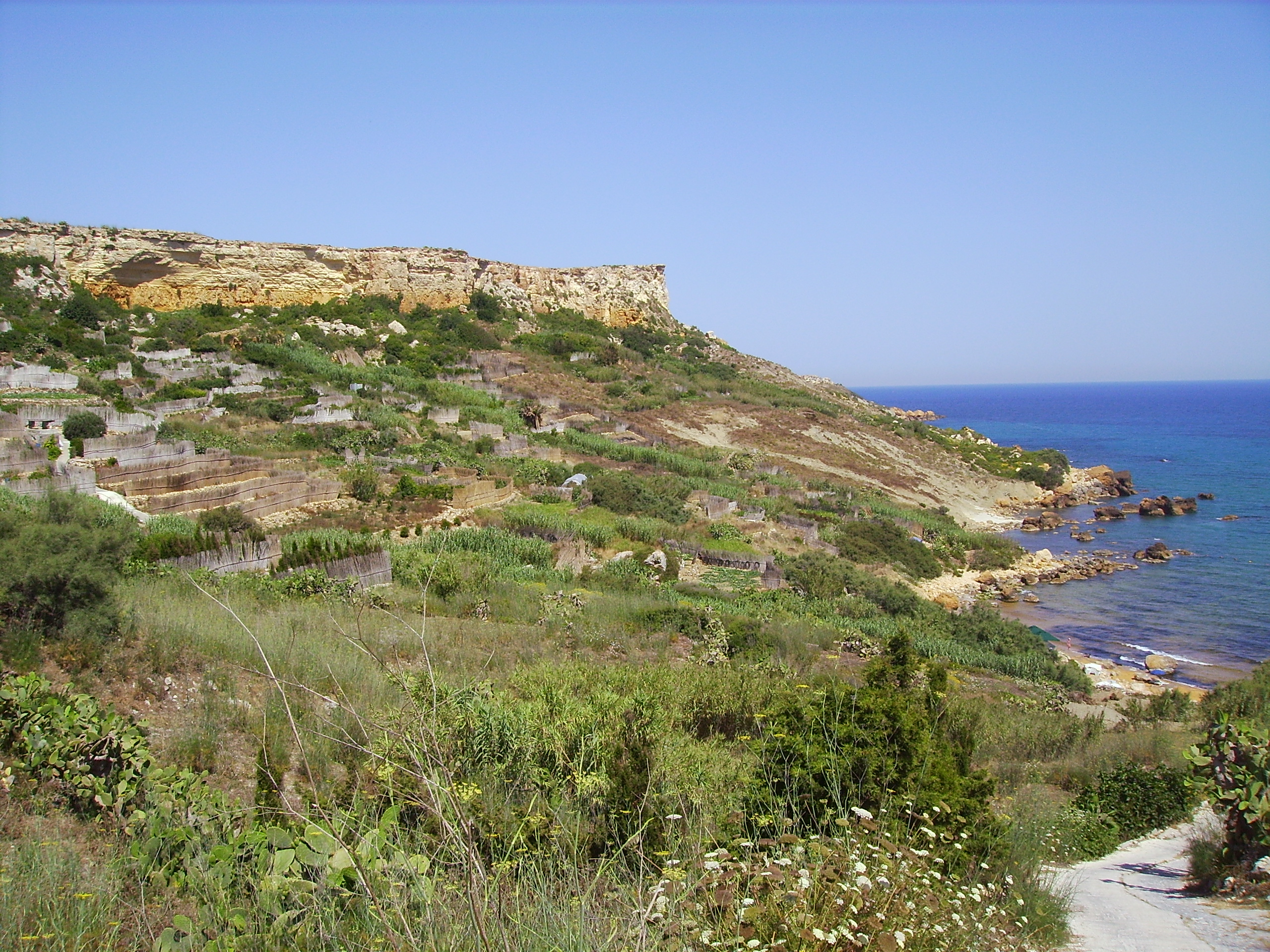
San Blas Bay von Nadur aus gesehen

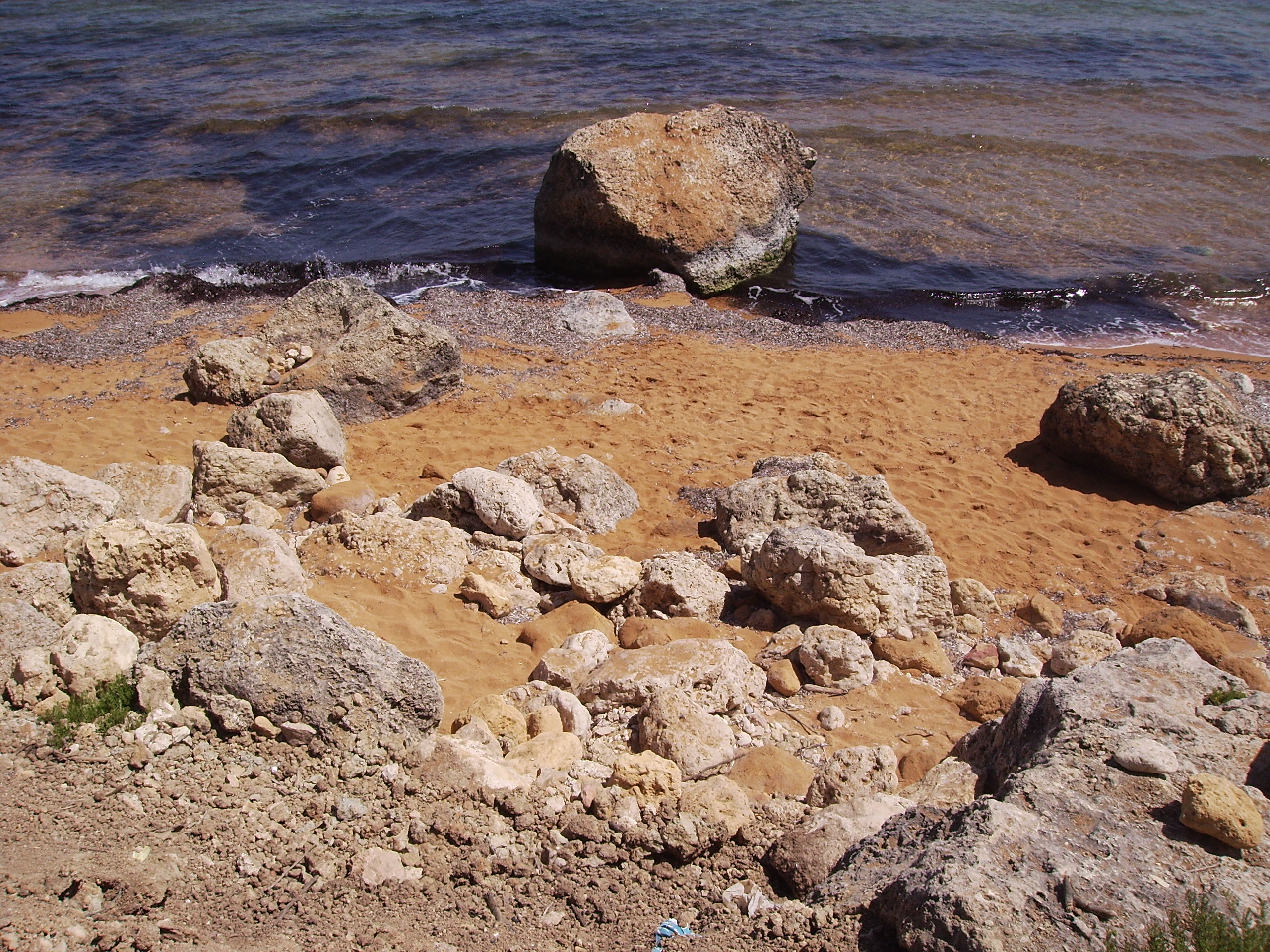
Roter Sandstrand mit Felsen

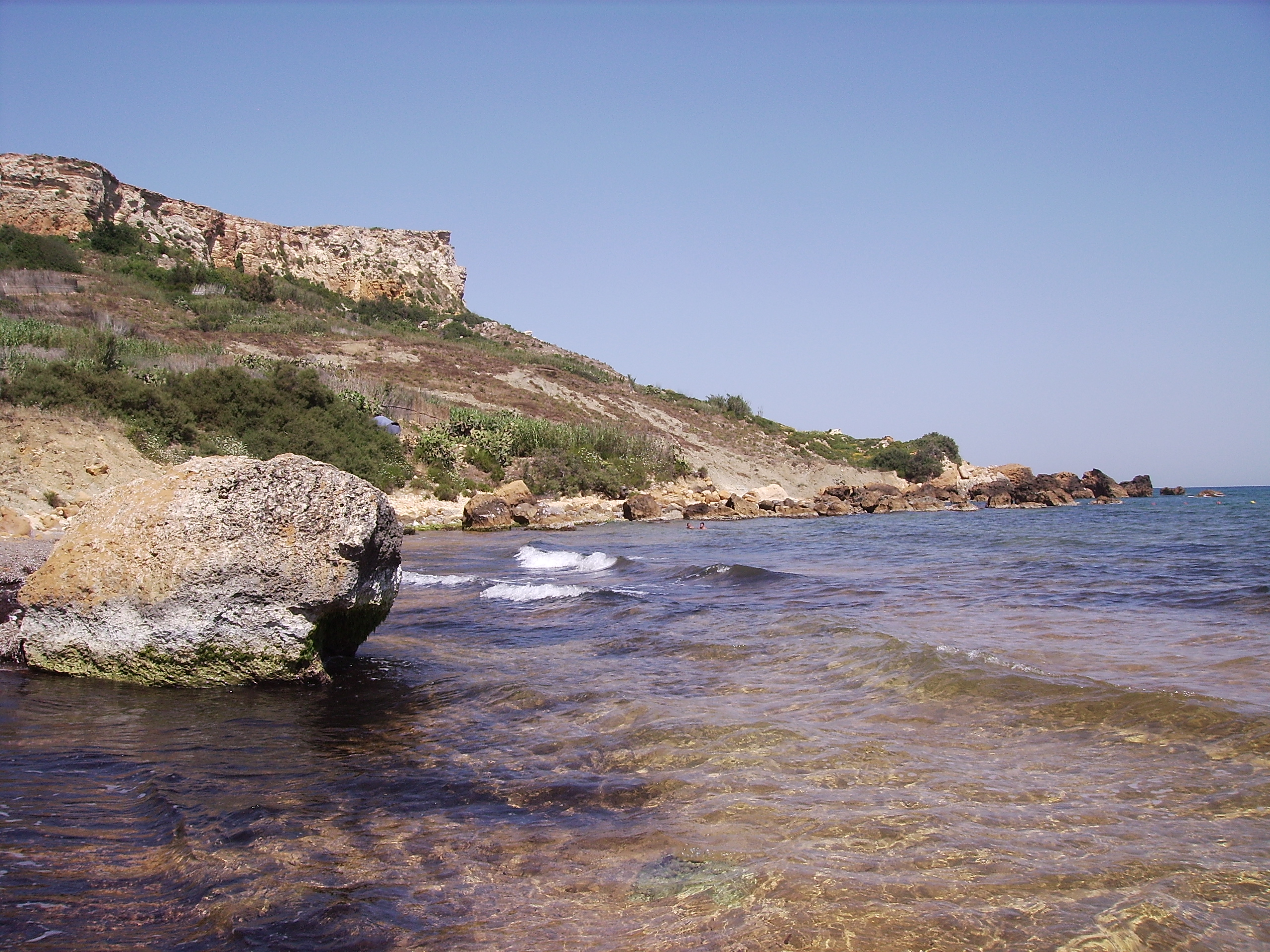
Am Strand der San Blas Bay

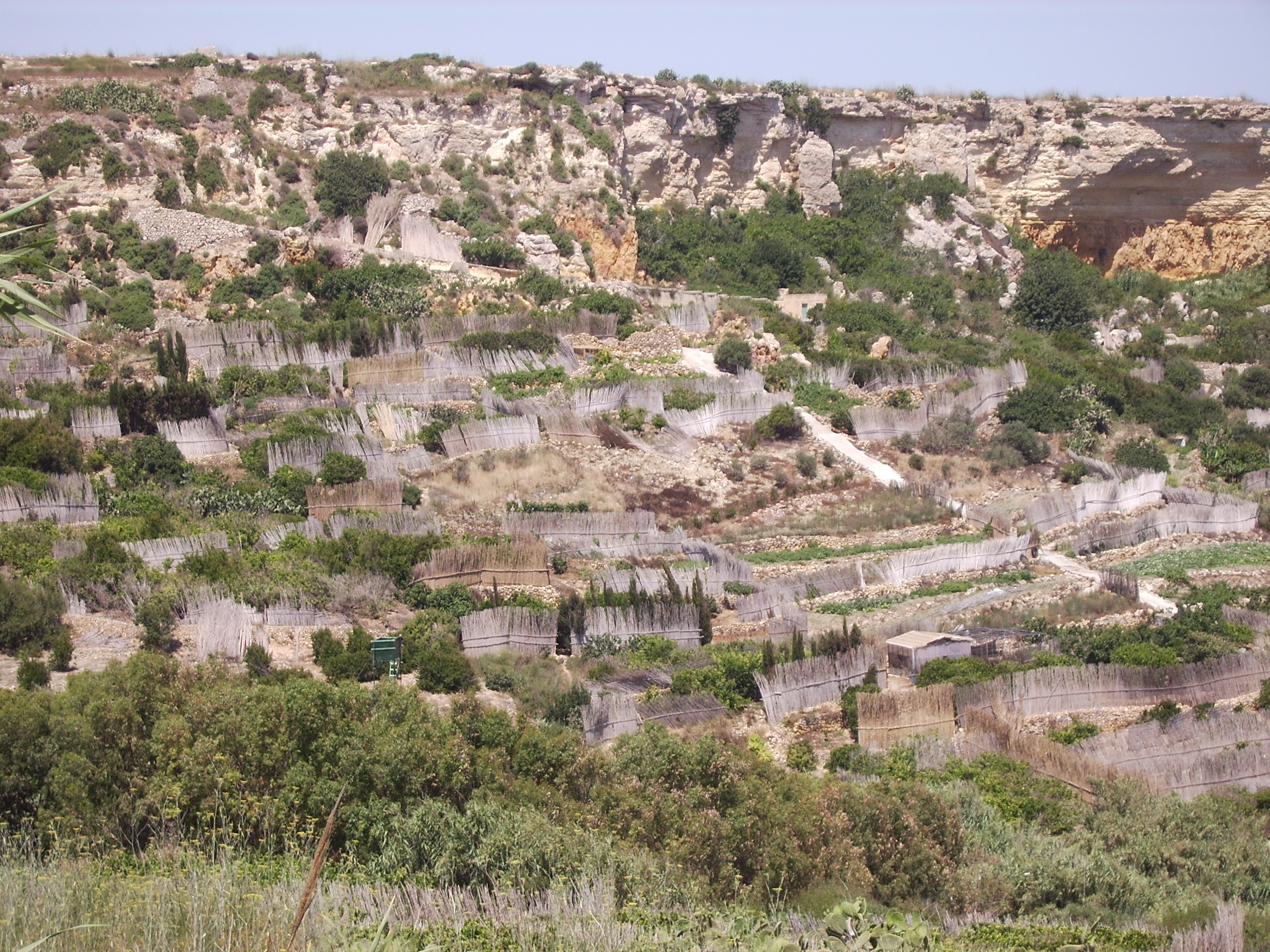
Gärten und Felder mit dem typischen Windschutz

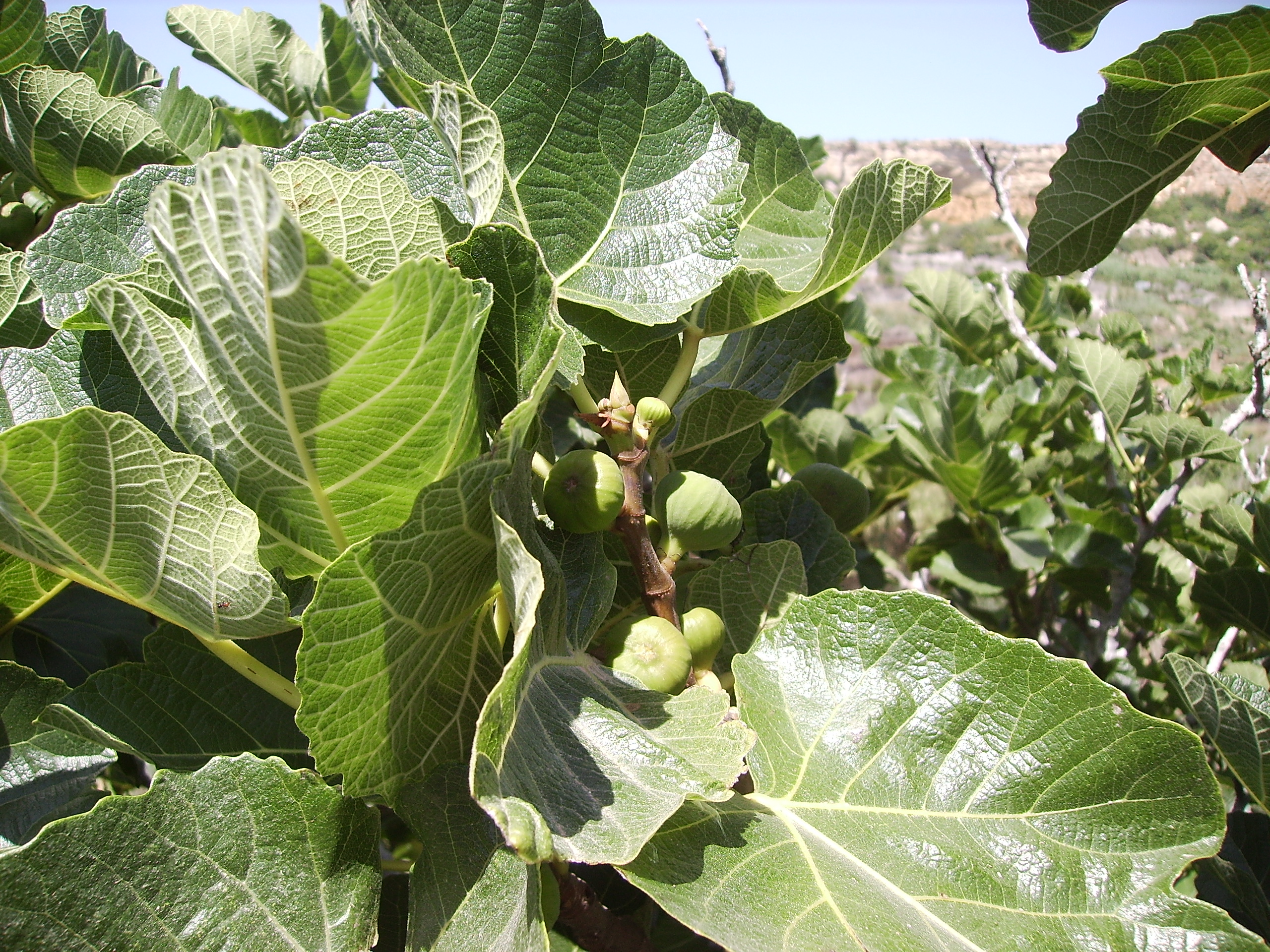
Feige mit Früchten

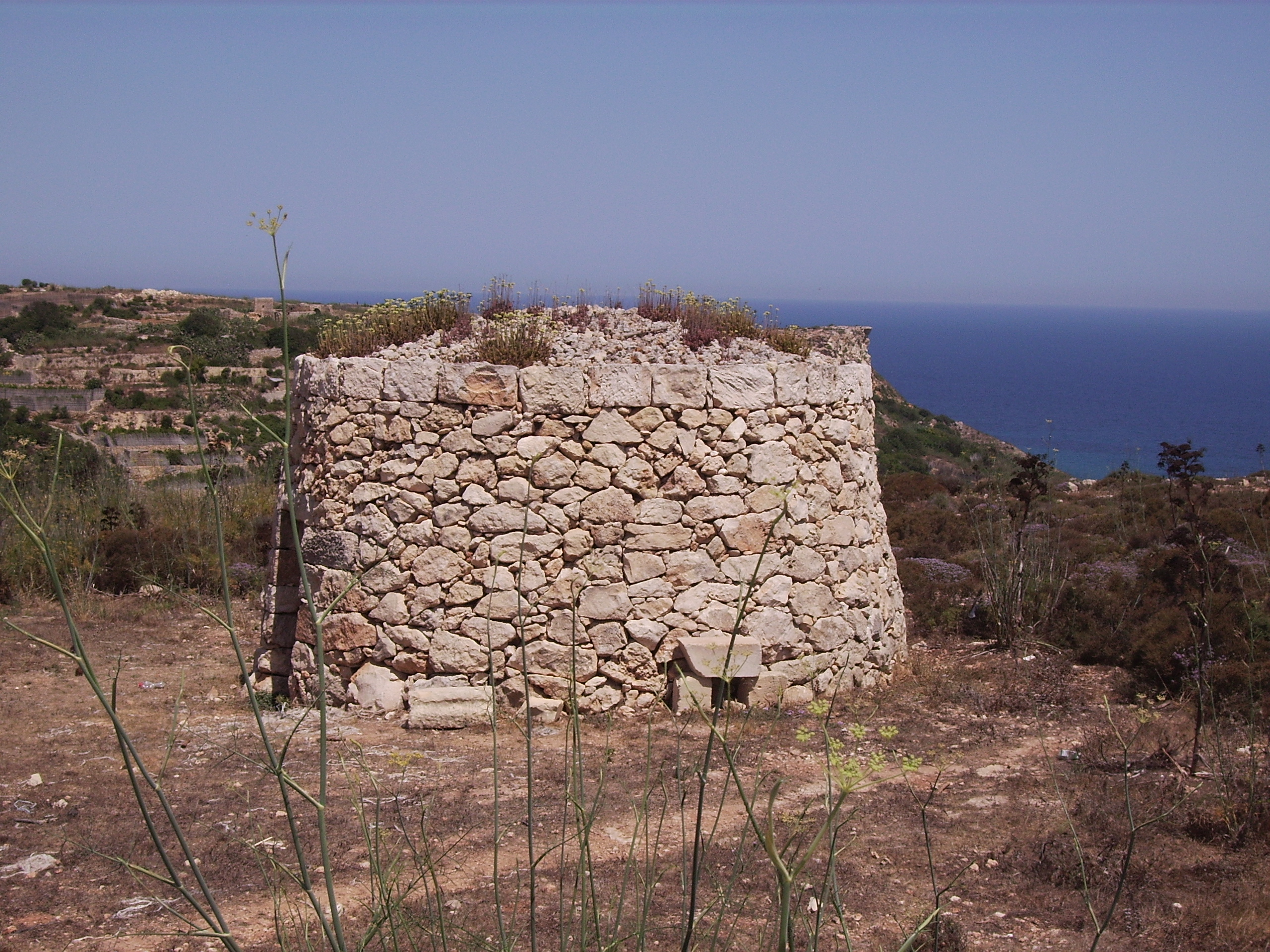
Eine Girna

San Blas Bay ist eine steil abfallende Bucht mit einem kleinen Sandstrand im Nordosten der Insel Gozo im maltesischen Archipel. Der Sandstrand hat eine Breite von ca. 100 m und ist von der Ortschaft Nadur aus erreichbar.

## Bedeutung für den Tourismus
Durch die abgeschiedene Lage und die Tatsache, dass man die Bucht nicht direkt mit dem Auto erreichen kann, ist der Bekanntheitsgrad der Bucht relativ niedrig. Somit ist San Blas Bay für den Tourismus ein unbedeutender Sandstrand. Dennoch kann man den kleinen Strand als einen der schönsten Maltas und Gozos bezeichnen.

## Landwirtschaft
San Blas Bay wird intensiv landwirtschaftlich genutzt. In den oberen Hängen der Bucht gibt es Terrassengärten und Felder, in denen hauptsächlich Südfrüchte wie Zitronen und Orangen angebaut werden. Die Gärten und Felder werden durch spezielle hohe Zäune gegen den Wind und somit eine drohende Erosion des Bodens geschützt.

## Umwelt
San Blas Bay war früher ein wichtiger Brutplatz für Wasserschildkröten. Seit vielen Jahren kamen aber keine Schildkröten mehr zur Eiablage in die Bucht. Die Malta Environment and Planning Authority erwägt nun, den Bereich von Ghan Barranji bis zur San Blas Bay als Schutzgebiet auszuweisen. Im Rahmen des Projekts Poseidon soll die San Blas Bay zu einem maritimen Schutzgebiet erklärt werden.

## Vegetation
Auf den Steilhängen oberhalb der Bucht findet man mittelmeertypische Pflanzen wie die Tamariske (Tamarix africana und Tamarix gallica), Feigen (Ficus carica), Feigenkakteen (Opuntien) und Kapern (Capparis spinosa).

## Geschichte
Während der französischen Eroberung Maltas im Juni 1798 landeten die Truppen von General Reynier am 10. Juni 1798 in der San Blas Bay. Die Johanniter und die maltesischen Hilfstruppen leisteten keinen Widerstand. Somit war der größte Teil der Insel bereits am 10. Juni von den französischen Truppen besetzt. Napoleon Bonaparte eroberte die maltesischen Inseln auf seinem Weg Richtung Ägypten. Insgesamt wurden 15.000 französische Soldaten in Gozo angelandet.

## Umgebung
Von Nadur kommend, befindet sich auf dem Weg zur San Blas Bay eine typisch maltesische Hütte, eine sogenannte Girna. Diese Hütten dienen dem Schutz von Hirten und als Lagerplatz. Etwas weiter entfernt befindet sich der Ta’ Sopu Tower. Er wurde unter Großmeister Nicolas Cotoner errichtet und war ein Teil der maltesischen Befestigungsanlagen, die unter den Johannitern entstanden.